# Qazvin
Qazvin ((fa) قزوین, romanisé en Qazvīn, Caspin, Qazwin, Kasvin ou Ghazvin) est une ville d'Iran située à l'ouest de Téhéran et au pied des monts Elbourz. Qazvin est la capitale de la province portant son nom.

## Historique

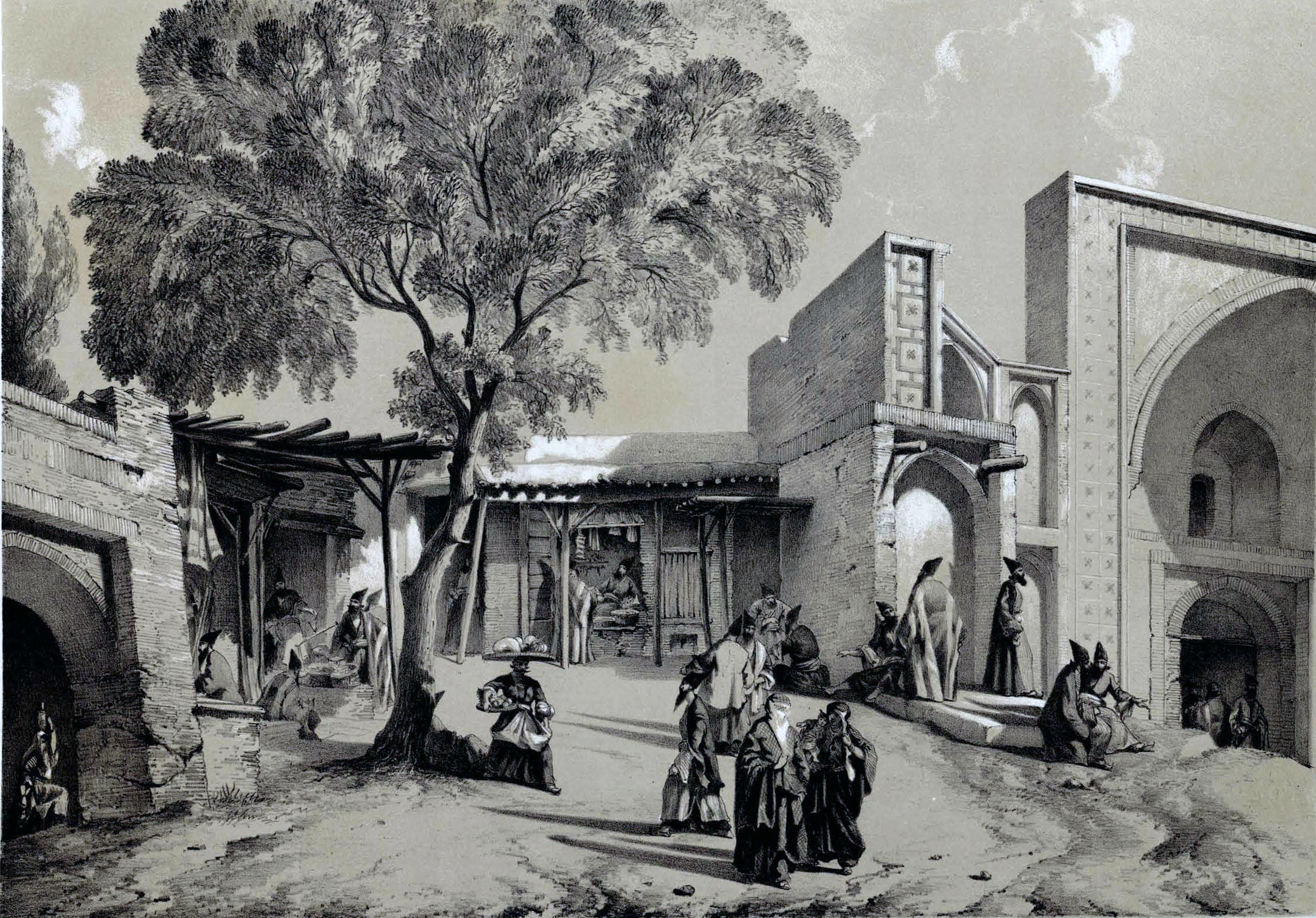
Qazvin : bazar et entrée d'une mosquée, par Eugène Flandin, vers 1840.

Qazvin aurait été fondée par Shapur Ier, sous le nom de Shahd-e Shahpur. Ravagée de nombreuses fois par les Daylamites, harcelée par les Nizârites ou « Assassins » de la vallée voisine d'Alamut, détruite à deux reprises par les Mongols, elle devient la première capitale de l'empire safavide de 1555 à 1597. La ville décline progressivement, redevient prospère sous les Qadjars, mais souffre de l'occupation soviétique pendant la Seconde Guerre mondiale.[réf. nécessaire]
Dans son Itinéraire de Moscou au royaume de Perse, en 1624, le marchand Fédot Afanassiévitch Kotov mentionne et décrit la ville. Il précise l'existence du grand tribunal du Shah, l'animation de la ville et la présence du tigre et de l'éléphant du Shah gardé dans cette ville.

## Démographie

### Langue
La majorité des habitants de la ville de Qazvin sont des Perses. La langue principale est le persan. Les Tats et les Azéris constituent les autres groupes ethniques de la ville de Qazvin. Ils parlent le tati et l'azerbaïdjanais.

### Population
Lors du recensement national de 2006, la population de la ville était de 349 821 personnes dans 96 420 foyers. Le recensement suivant, en 2011, a comptabilisé 381 598 personnes dans 114 662 foyers. Le recensement de 2016 a estimé la population de la ville à 402 748 personnes dans 127 154 foyers.

## Particularités architecturales de la ville

### Monuments seljoukides
- Maddraseh-ye Haidarieh, comprenant un temple du feu sassanide transformé en mosquée
- Le sanctuaire sud de la Mosquée du vendredi

### Monuments safavides

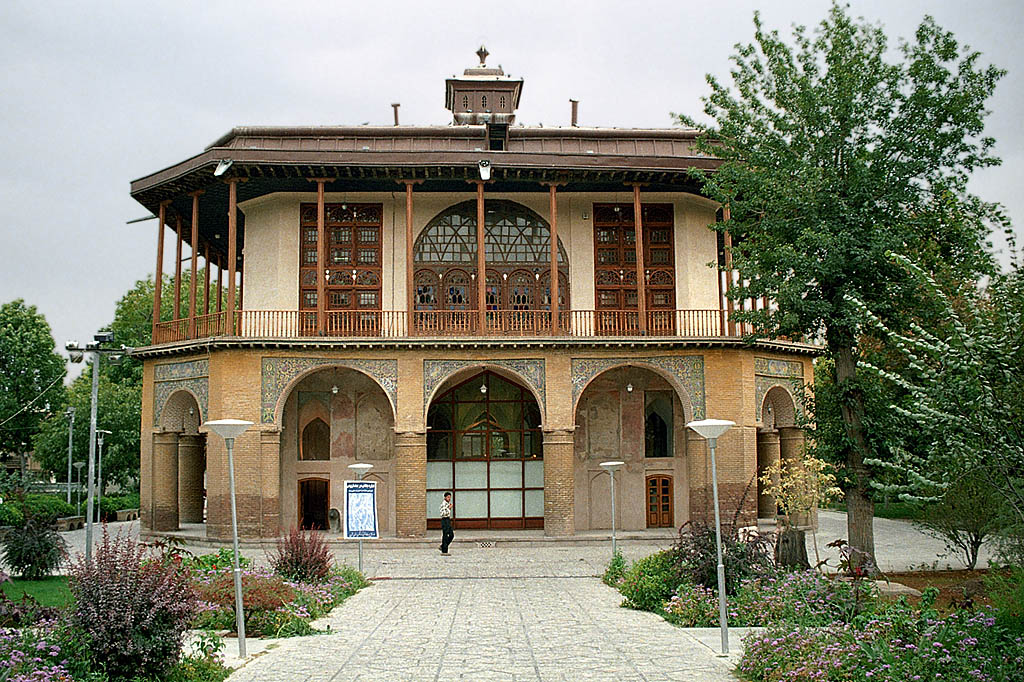
Le pavillon Tchehel Sotoun.

- L'Imamzadeh-ye Hossein, mausolée d'un des fils du 8e Imam
- Les iwans de la Mosquée du vendredi
- Le pavillon Tchehel Sotoun, édifié sous Tahmasp Ier
- Ali Qapu, portail du complexe palatial aujourd'hui disparu

### Monuments qadjars
- Le portail de l'Imamzadeh-ye Hossein

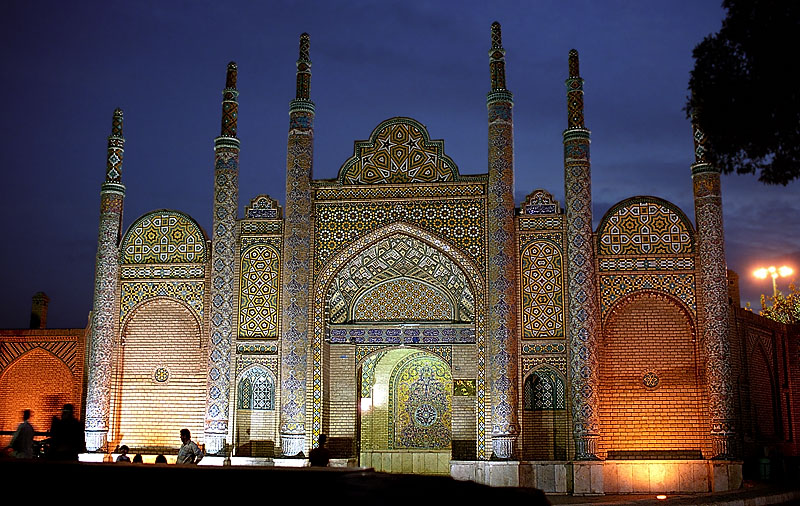
Portail de l'Imamzadeh-ye Hossein, Qazvin.

- Les arcades de la Mosquée Djomé de Qazvin
- Les portes de la ville (voir ci-dessous)

### Réservoirs traditionnels

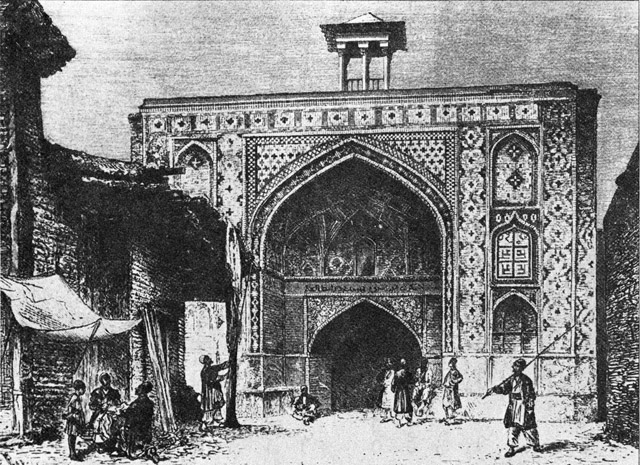
Le sar-dar du anbar de Hadj Kazem à Qazvin, représenté par l'explorateur français Marcel Dieulafoy dans la seconde moitié du XIXe siècle.

Au Moyen Âge, Qazvin était surnommée la « ville aux réservoirs d'eau ». Sur la centaine de réservoirs d'eau (Ab anbar) de Qazvin, seulement dix survivent aujourd'hui, tous protégés par l'Organisation provinciale de l'Héritage Culturel. Ceux-ci sont :
- Réservoir Masjed Jame ;
- Réservoir Molla Verdikhani ;
- Réservoir Sardar-e-Bozorg ;
- Réservoir Sardar-e-Kuchak ;
- Réservoir Bazaar ;
- Réservoir Agha ;
- Réservoir Hadj Kazem ;
- Réservoir Hakim.

### Vieilles portes de la ville et autres édifices populaires

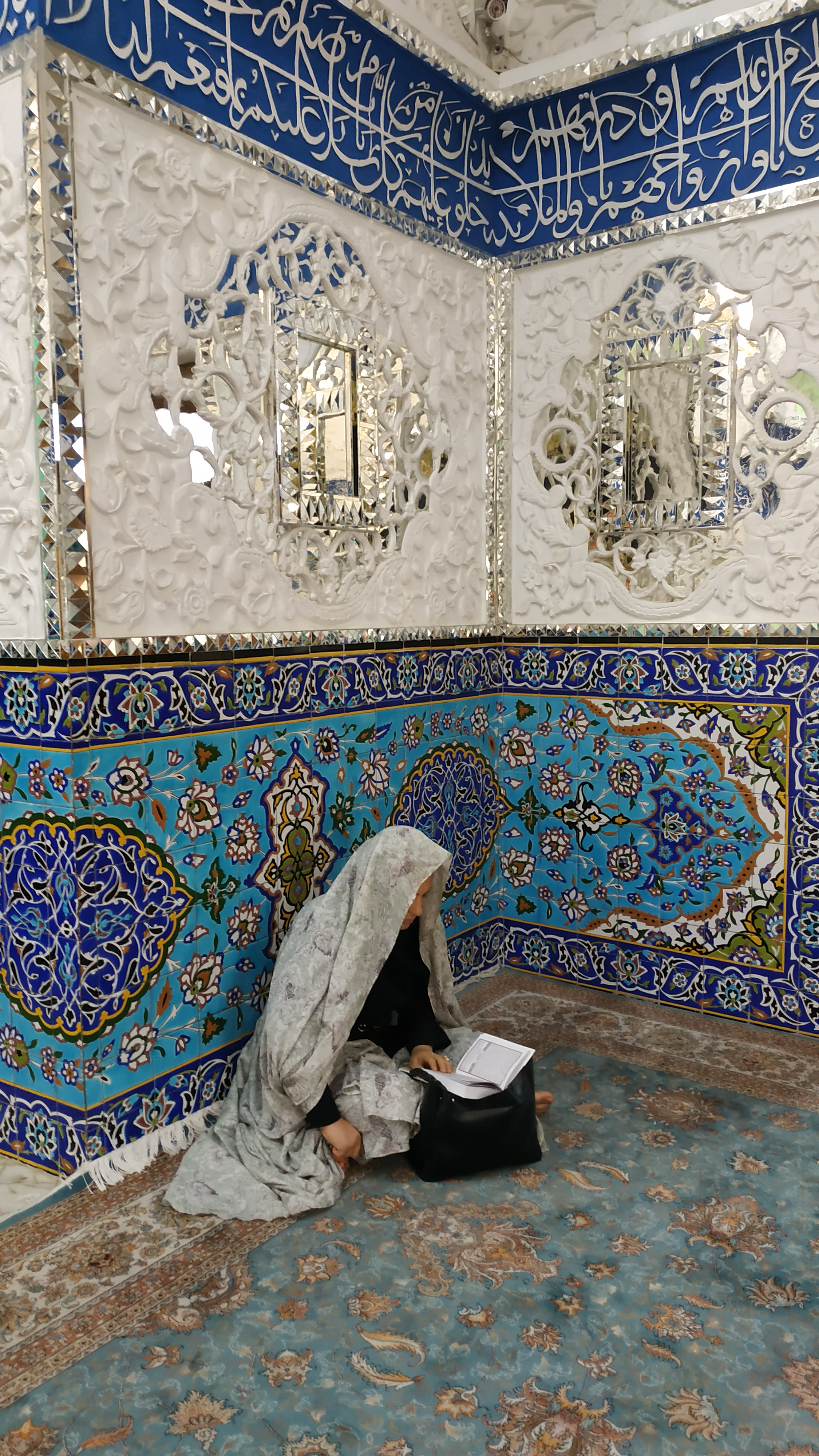
Femme priant dans une mosquée à Qazvin.

Au IXe siècle, sept portes permettaient l'entrée dans la ville. À la période qajare, il existait neuf portes autour de la ville, reliées par un rempart qui protégeait la ville. Ces portes (darvāzeh en persan) étaient :
1. Panbeh Riseh ;
2. Sheikh Abad ;
3. Rasht ;
4. Maghlävak ;
5. Khandaghbar ;
6. Shahzadeh Hossein ;
7. Mossala ;
8. Téhéran ;
9. Räh-e Koushk.

À cause des expansions urbaines au XXe siècle, il ne reste malheureusement que deux portes.

## Économie
L'économie de la ville est tournée vers le textile, en particulier la production de tissus de coton et de soie, ainsi que vers le cuir.
En Iran, le plus grand parc éolien a été lancé à Qazvin dans la région Siyahpoosh avec une capacité de production d'énergie de 61,2 mégawatts contrairement à des éoliennes basiques fournissant en moyenne 2,5 mégawatts. Le parc s'étend sur 17 hectares avec 18 turbines modernes de 3,4 mégawatts.

## Transport
Qazvin est reliée par le chemin de fer et se trouve sur la ligne Astara-Qazvin-Racht.

## Personnalités nées à Qazvin
- Ibn Maja (824-887), traditionniste ;
- Hamdallah Mustawfi (1281 - après 1339), historien, géographe et poète ;
- Aref Qazvini (1882-1934), poète et compositeur ;
- Mohammad Mehdi Yaghoubi (1930-2021), lutteur iranien ;
- Shirin Neshat (1957–), vidéaste et photographe.